# Kitron

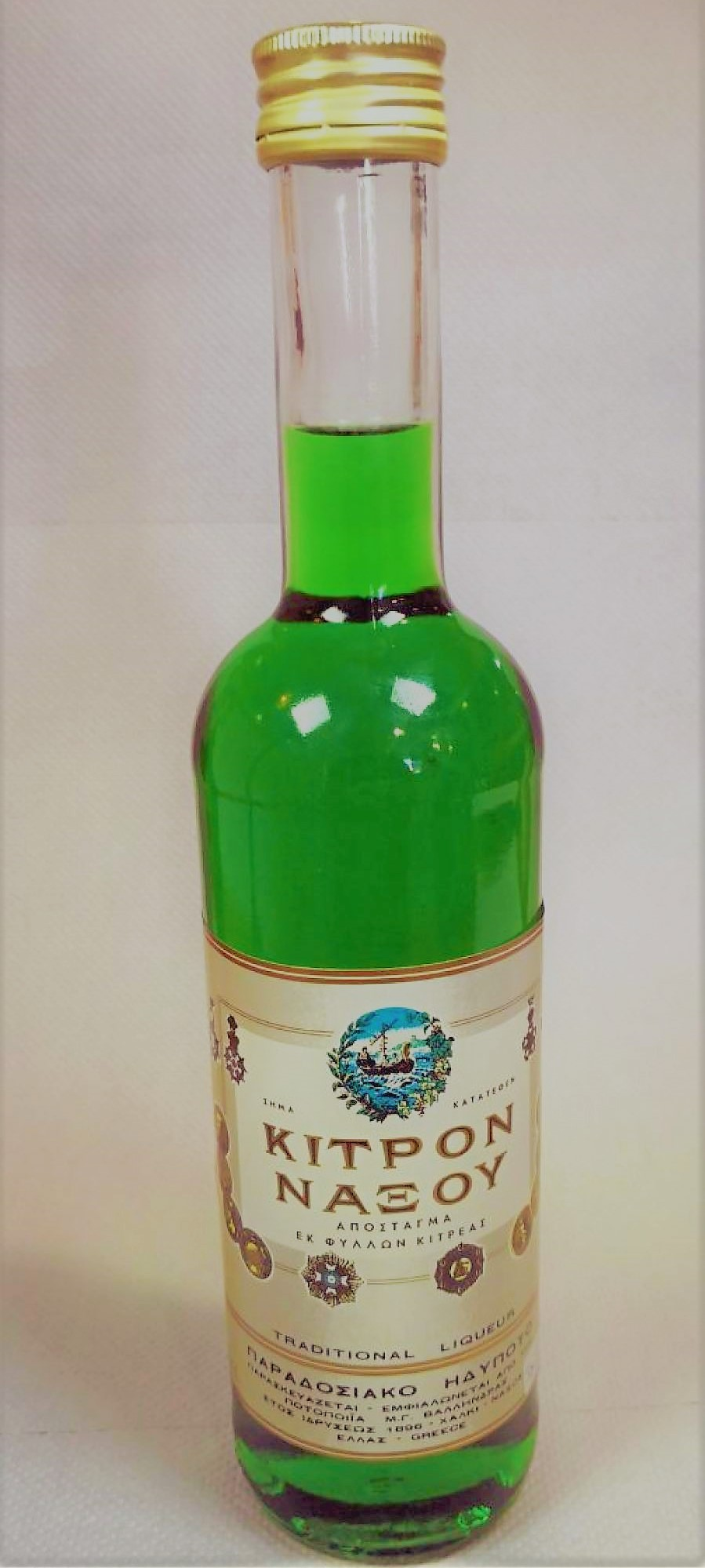
Il Kitron di Nasso

Il Kitron di Nasso (in greco: Κίτρον Νάξου / Kitron Naxou) è una bevanda alcolica  a base di foglie di cedro, prodotta nell'isola greca di Nasso.

## Tipologie
La bevanda viene correntemente prodotta in tre diverse varianti.
- Il Kitron verde possiede la concentrazione minore di alcool (30%) e risulta essere molto dolce al palato.
- Il Kitron giallo è la varietà con la maggiore concentrazione di alcool e minore concentrazione di zucchero.
- Il Kitron puro ha caratteristiche considerabili intermedie alle altre due tipologie.

## Diffusione
La bevanda raggiunse la propria notorietà, negli anni '80 del Novecento. Attualmente, risulta essere di più difficile reperibilità al di fuori dell'isola di Nasso, a causa della riduzione in quantità degli alberi di cedro.

## Distillerie
La prima distilleria, venne stabilita a Nasso nel 1896 nella cittadina di Chalki.

## Produzione
La produzione ha inizio nel mese di settembre, con la raccolta delle foglie di cedro. Successivamente le foglie vengono liberate da eventuali parti più secche e distillate. 
Il loro olio essenziale viene disciolto nell'alcool e distillato con l'aggiunta di acqua, zucchero e pigmento vegetale.